# Macrosiphum cerinthiacum
Macrosiphum cerinthiacum är en insektsart som beskrevs av Carl Julius Bernhard Börner 1950. Macrosiphum cerinthiacum ingår i släktet Macrosiphum och familjen långrörsbladlöss. Inga underarter finns listade i Catalogue of Life.